# Elizabeth Kendall (Autorin)
Elizabeth „Liz“ Kendall (bürgerlich Elizabeth Kloepfer; * 1945 in Utah) ist eine US-amerikanische Autorin. Bekanntheit erlangte sie durch ihre im Jahr 1981 erschienenen Memorien The Phantom Prince. My Life with Ted Bundy, die von ihrer mehrjährigen Liebesbeziehung zu dem Serienmörder Ted Bundy handeln. Das Werk diente als Inspiration für den Film 
Extremely Wicked, Shockingly Evil and Vile (2019) und wurde im Jahr 2020 neu aufgelegt.

## Leben
Kendall wuchs im US-Bundesstaat Utah auf. Nach dem Scheitern ihrer Ehe, aus der ihre Tochter Molly hervorging, zog sie nach Seattle, Washington, wo sie im Oktober 1969 dem politisch engagierten Studenten Ted Bundy begegnete und eine Beziehung mit ihm einging. Ab Anfang der 1970er Jahre wurden in Washington und Oregon mehrere junge Frauen vermisst, deren sterbliche Überreste später in einem Waldgebiet nahe Seattle gefunden wurden. Die Polizei fahndete bald nach einem Verdächtigen namens „Ted“, der einen VW Käfer fuhr. Da Bundy ebenfalls einen solchen Wagen besaß und der Beschreibung des Verdächtigen ähnelte, kam Kendall der Verdacht, ihr Lebensgefährte könnte der gesuchte Serienmörder sein. Im Jahr 1974 zog Bundy zwecks Aufnahme eines Jurastudiums nach Utah, Kendall und ihre Tochter blieben in Seattle. Da es nach Bundys Umzug in Utah zu einer ähnlichen Mord- und Vermisstenserie kam, meldete Kendall ihren Verdacht Anfang 1975 der Polizei. Im August 1975 wurde Bundy verhaftet, nachdem eines seiner Opfer entkommen war und ihn als Täter identifizieren konnte. Von den rund 30 Morden, derer Bundy verdächtigt wurde, konnten ihm später drei nachgewiesen werden, für die er zum Tode verurteilt wurde. Obwohl sie sich bereits 1975 getrennt hatten und Bundy nach seiner Festnahme eine andere Frau geheiratet hatte, schrieb er Kendall mehrere Briefe aus der Todeszelle. Im Jahr 1981 veröffentlichte Kendall ihre Memoiren The Phantom Prince. My Life with Ted Bundy, in denen sie ihre Beziehung zu Ted Bundy beschreibt. Bundy wurde 1989 hingerichtet. Im Jahr 2020 wurden Kendalls Memoiren in einer aktualisierten Version erneut veröffentlicht.

## Rezeption
Der Thriller Extremely Wicked, Shockingly Evil and Vile (2019) basiert auf Kendalls Memoiren. In dem Film wird sie von Lily Collins verkörpert. Die Dokumentationen Ted Bundy: Selbstporträt eines Serienmörders (Netflix, 2019) und Ted Bundy: Falling for a Killer (Amazon, 2020) thematisieren ihre Beziehung zu Bundy.

## Werk
- Elizabeth Kendall: The Phantom Prince. My Life with Ted Bundy. Erstausgabe. Madrona Publishers, Seattle, WA 1981, ISBN 978-0914842705.
- Elizabeth Kendall: The Phantom Prince. My Life with Ted Bundy. Aktualisierte und Erweiterte Ausgabe. Abrams Press, New York, NY 2020, ISBN 978-1-4197-4485-3.